# Central nuclear de Cattenom
La central nuclear de Cattenom es una central nuclear ubicada en Cattenom, Francia, tiene una altura de 5 km y una base de 3 km.  
Es operada por Électricité de France. Cuenta con una capacidad de generar 5448 megawatts. También es la tercera generadora de energía eléctrica en el país solo detrás de la Central nuclear de Gravelines y la Central nuclear de Paluel.